# Henrietta Swan Leavitt
Henrietta Swan Leavitt (4 iulie 1868, Lancaster, Massachusetts—12 decembrie 1921, Cambridge, Massachusetts) a fost o astronomă americană renumită pentru munca sa privitoare la stelele 
variabile.

## Biografie
Și-a făcut studiile la Oberlin College și la Society for Collegiate Instruction of Women (Radcliffe College) unde a descoperit târziu astronomia.
La sfârșitul studiilor,în 1892, a urmat alte cursuri de astronomie.
Începând din 1895, s-a dus la Harvard College Observatory ca voluntară.
Calitățile și agerimea minții sale i-au permis să fie admisă în grupul de lucru permanent al observatorului, sub conducerea lui Charles Pickering.
Ea nu a avut decât puține posibilități să efectueze lucrări teoretice, dar a fost rapid numită în fruntea departamentului de fotometrie fotografică, care era responsabil cu studierea fotografiilor stelelor, cu scopul determinării magnitudinii acestora.
Ea a descoperit și catalogat stele variabile situate în Norii lui Magellan.
În 1912, pornind de la catalogul său, a descoperit că luminozitatea  cefeidelor este proporțională cu perioada variației strălucirii lor.
Această relație perioadă-luminozitate stă la baza evaluării distanțelor roiurilor de stele și galaxiilor în Univers.